# Republican Main Street Partnership

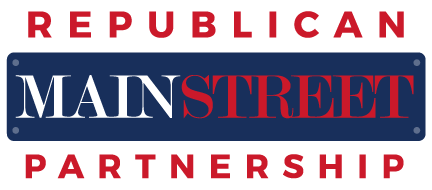
Logo der Republican Main Street Partnership

Die Republican Main Street Partnership ist ein Bündnis von Politikern innerhalb der Republikanischen Partei der USA, die sich mehr an der politischen Mitte orientieren als die übrigen konservativeren Parteiströmungen. Im Sprachgebrauch von Medien und Öffentlichkeit werden die Mitglieder meist als „moderate“ oder „gemäßigte“ Republikaner (moderate Republican) bezeichnet. Das Bündnis sieht sich als zentristisch bis gemäßigt konservativ.

## Geschichte und heutige Situation

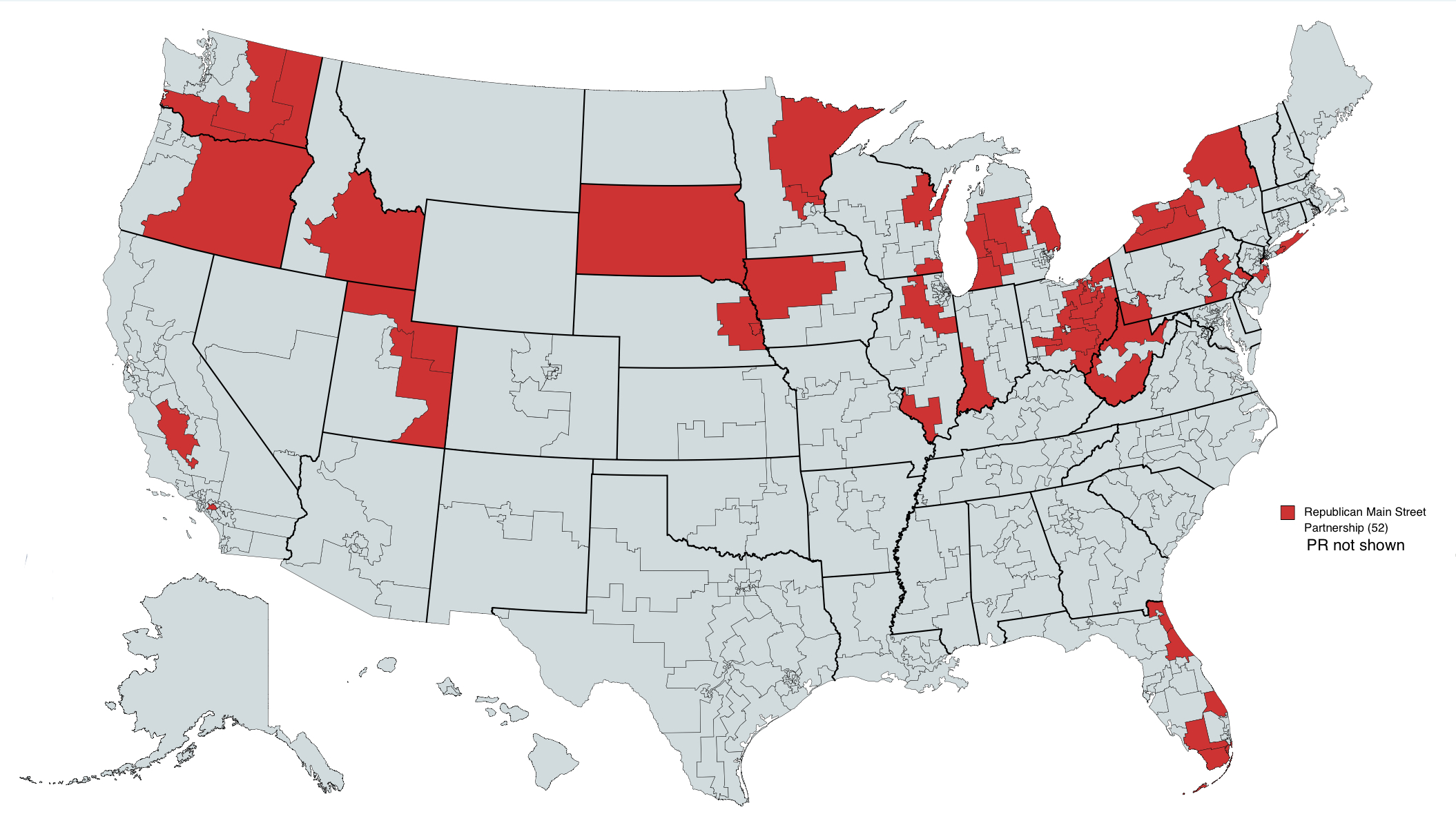
Karte der US-Kongresswahlbezirke seit 2021; in rot markierten Wahlkreisen gehört die jeweilige Abgeordnete der Republican Main Street Partnership an

Historisch gesehen existierte neben dem konservativen auch ein progressiver Parteiflügel, der bis ins zweite Drittel des 20. Jahrhunderts innerparteilich einen starken Einfluss hatte. Ab den 1950er-Jahren wurde diese Gruppe als „Rockefeller Republicans“ bezeichnet; benannt nach dem Gouverneur von New York Nelson Rockefeller, der sehr liberale Positionen vertrat. Doch vor allem mit der Wahl Ronald Reagans zum Präsidenten im Jahr 1980 gewann der konservative Flügel der Partei stark an Einfluss. Die republikanischen Präsidenten vor ihm wie Dwight D. Eisenhower, Richard Nixon und Gerald Ford hatten vergleichsweise moderate Positionen vertreten.
Gegründet wurde die Republican Main Street Partnership nach den Kongresswahlen des Jahres 1994, nachdem die Republikaner erstmals seit 1955 wieder eine Mehrheit in beiden Kongresskammern erlangt hatten. Das lose innerparteiliche Bündnis sollte Politiker repräsentieren, die in vielen Politikfeldern weniger konservative Positionen vertreten als die anderen Strömungen innerhalb der Republikanischen Partei.
Innerparteilich hat das Bündnis heute relativ wenig Einfluss. Vor allem mit dem Erstarken der rechtskonservativ-populistischen Tea-Party-Bewegung seit 2010 waren auch viele gemäßigt konservative Republikaner, auch jene, die nicht der Republican Main Street Partnership angehören, gezwungen, weiter nach rechts im politischen Spektrum zu rücken, um innerparteilich bestehen zu können. Andere von ihnen, wie der frühere Gouverneur Floridas Charlie Crist, wechselten zu den Demokraten. Dies wird nicht unbedingt darauf zurückgeführt, dass sich die Mehrheit der Republikaner der Tea-Party-Bewegung zugehörig fühlt, sondern vor allem auf die starke Mobilisierung ihrer Anhänger. Die Republican Main Street Partnership ist vor allem in solchen Bundesstaaten stärker vertreten, die tendenziell liberaler und mehr den Demokraten zugeneigt sind, um dort republikanische Kandidaten für demokratische Anhänger und Wechselwähler wählbar zu machen (siehe auch Rote Staaten und blaue Staaten). Da die Mitglieder vergleichsweise kompromissbereit gegenüber den Demokraten sind (was mit den politischen Mehrheitsverhältnissen in diesen Staaten zusammenhängt), werden sie in der innerparteilichen Auseinandersetzung von konservativeren Parteigenossen, besonders aber der Tea-Party-Bewegung oder Religiösen Rechten, abwertend als „RINO“ („Republican in name only“; „nur dem Namen nach Republikaner“) bezeichnet. Analog kam auch der Begriff „DINO“ („Democrat in name only“; „nur dem Namen nach Demokrat“) auf, der sich auf konservativere Demokraten bezieht.
Die Republican Main Street Partnership, die innerhalb der Republikanischen Partei ideologisch den Demokraten näher steht als die übrigen Strömungen, weist eine Reihe von Gemeinsamkeiten mit den Blue-Dog-Demokraten auf. Dieses Bündnis stellt eine Minderheit an demokratischen Politikern dar, die im Vergleich zum Rest der Demokratischen Partei relativ konservativ ist. Meist handelt es sich um Amtsträger in konservativ geprägteren Bundesstaaten, um dort auch für deren Bevölkerung eine wählbare Alternative darzustellen. Eine Reihe von Mitgliedern der Republican Partnership unterhält gute Beziehungen zu den „Blue Dog Democrats“.
Bekannte Mitglieder sind heute der frühere Senator Mark Kirk aus Illinois und der frühere kalifornische Gouverneur Arnold Schwarzenegger. Allerdings gibt es auch eine Reihe von republikanischen Politikern, die zwar nicht der Republican Main Street Partnership angehören, jedoch ideologisch ähnliche Positionen vertreten. Gegenwärtig gehören 45 der 247 republikanischen Abgeordneten im Repräsentantenhaus der Republican Main Street Partnership an.

## Programmatik
Obwohl die Mitglieder des Republican Main Street Partnership in einzelnen Themenbereichen unterschiedliche Positionen vertreten, bezeichnet sich das Bündnis als zentristisch bis gemäßigt konservativ. Im allgemeinen Sprachgebrauch von Medien und Öffentlichkeit werden sie meist als „gemäßigte“ oder „moderate Republikaner“ bezeichnet. In einem Positionspapier bekennt sich das Republican Main Street Partnership zu einer pragmatischen Politik. Damit grenzen sich die Mitglieder von der rechtskonservativen und populistischen Tea-Party-Bewegung ebenso wie von den Libertären ab. So sprechen sie sich in der Wirtschaftspolitik nicht generell gegen Regulierungen aus; zwar sollen diese auf ein Minimum beschränkt werden, doch erkennt man einige staatliche Eingriffe in das Wirtschaftsgeschehen als sinnvoll an. Auch wird ein schlanker Staat anstelle eines Minimalstaates angestrebt. Im Unterschied zu Libertären lehnen Mitglieder der Republican Main Street Partnership eine Privatisierung oder gar Abschaffung von sozialen Sicherungssystemen ab.
In der Finanzpolitik bezeichnen sich die Mitglieder als fiskalpolitisch konservativ (fiscal conservative). Sie treten für eine restriktive Fiskalpolitik ein. Das bedeutet, sie lehnen Deficit spending ab und streben den Abbau der öffentlichen Schulden an. Hier wird insbesondere auch auf die Generationengerechtigkeit verwiesen. Dies soll in erster Linie durch einen schlanken Staat sowie Ausgabenkürzungen erreicht werden. Viele fiscal conservatives wollen gleichzeitig durch Deregulierung und Steuersenkungen für Konzerne und obere Einkommen Wirtschaftswachstum generieren, das wiederum die Einnahmen des Staates erhöhen soll. Allerdings handelt es sich bei fiskalpolitisch Konservativen nicht zwangsläufig um Politiker der Republikanischen Partei oder einer bestimmten innerparteilichen Strömung. Sowohl konservativere Republikaner wie auch Demokraten, die für eine progressive Politik eintreten, sehen sich als fiscal conservatives. Im Unterschied zu der Mehrzahl an Republikanern setzen sie bei der Haushaltskonsolidierung aber auch zum Teil auf Steuererhöhungen; vor allem bei oberen Einkommen, was bei Republikanern meist abgelehnt wird.
Es gibt keine einheitliche Position zu gesellschaftspolitischen Themen. Viele moderate Republikaner bekennen sich zur Stärkung der Bürgerrechte; einige fordern auch die rechtliche Anerkennung gleichgeschlechtlicher Ehen. Auch Immigration wird als Gewinn für die USA angesehen. Allerdings soll diese diversen Regulierungen unterworfen werden. So möchten gemäßigte Republikaner besonders Zuwanderung fördern, die sich ökonomisch auszahlt. Auch die Notwendigkeit der Integration in die US-amerikanische Gesellschaft wird betont. So stimmten 2013 eine Reihe moderater Republikaner im Senat gemeinsam mit den Demokraten für eine von Präsident Obama vorgeschlagene Reform des Einwanderungsrechts. Mit diesem Vorschlag soll es unter anderem illegalen Einwanderern leichter gemacht machen, an gültige Aufenthaltspapiere zu kommen und damit auch regulären Beschäftigungsverhältnissen nachzugehen. Allerdings soll auch die Grenze zu Mexiko besser geschützt werden, um illegale Einwanderung weitestgehend zu unterbinden. Obwohl die Demokraten zu dieser Zeit eine Mehrheit im Senat hatten und damit nicht auf die republikanischen Stimmen angewiesen waren, sollte so ein überparteilicher Konsens geschaffen werden; zu den bekanntesten Fürsprechern gehörte der Senator und Präsidentschaftskandidat von 2008 John McCain, der ebenfalls Mitglied der Republican Main Street Partnership war. Allerdings konnte sich das republikanisch dominierte Repräsentantenhaus bis heute nicht zur Verabschiedung der Vorlage durchringen, da der Sprecher (Vorsitzende) des Hauses John Boehner bislang keine Abstimmung im Plenum zugelassen hat. Boehner steht vor allem von Seiten der Tea-Party-Abgeordneten unter starkem politischem Druck, die von Obama vorangetriebene Reform zu verhindern, obwohl Abgeordnete der Republican Main Street Partnership Zustimmung erkennen ließen.
Unter den Mitgliedern besteht, anders als bei der Tea-Party-Bewegung und den libertären Strömungen der Partei, Konsens über den Klimawandel. Auch werden Maßnahmen zu dessen Bekämpfung gefordert. Hier tat sich der Main Street Partnership zugehörige Arnold Schwarzenegger während seiner Amtszeit als kalifornischer Gouverneur mit weitgehenden Reformen hervor, die er gemeinsam mit den Demokraten im Parlament umsetzte. Zum Umweltschutz gibt es unterschiedliche Meinungen, vor allem wenn dieser zu einem Konflikt mit Wirtschaftsinteressen führt. Auch Mitglieder der Republican Main Street Partnership stehen dem Fracking, einer umstrittenen Methode zur Gewinnung von Schiefergas, positiv gegenüber.
Außenpolitisch gibt es meist keine einheitliche Position; Militäreinsätze werden durchaus befürwortet, doch setzen viele Vertreter dieser Fraktion priorisiert auf Diplomatie. Der Senator und republikanische Präsidentschaftskandidat John McCain beispielsweise galt eher als Hardliner in außenpolitischen Fragen, während andere deutlich gemäßigtere Töne anschlagen.